# Saint-Jacques-en-Valgodemard
Saint-Jacques-en-Valgodemard är en kommun i departementet Hautes-Alpes i regionen Provence-Alpes-Côte d'Azur i sydöstra Frankrike. Kommunen ligger  i kantonen Saint-Firmin som ligger i arrondissementet Gap. År 2022 hade Saint-Jacques-en-Valgodemard 115 invånare.

## Befolkningsutveckling
Antalet invånare i kommunen Saint-Jacques-en-Valgodemard
Referens:INSEE